# Toribio Jerez Tellería
Toribio Jerez Tellería  (León, 1821-ídem, 1896), fue un pintor nicaragüense representante del estilo decimonónico y el realismo pictórico en Centroamérica.
Es considerado dentro de la historia de la plástica nicaragüense como el primer retratista decimonónico, además de pintor intuitivo y autodidacta, cuyos retratos de damas e imágenes sacras predominaron en los salones de las familias leonesas y en las capillas familiares de su época, imponiendo un estilo y una maestría personal.
Los estudiosos y críticos de la historia del arte nicaragüense lo califican como el precursor de la pintura propiamente nacional y su estilo es inconfundible cuando se abordan los temas religiosos, el uso de los colores cálidos, propios del trópico es combinado con un realismo ingenuo y simbólico.

## Biografía
Nació en la ciudad de León, cuarto hijo del matrimonio formado por el también pintor don Julio Jerez Gradon (1790-1840) y Victoria Tellería Apolinar (1794-1853).
Admirador y partidario de las ideas de su hermano mayor Máximo Jerez Tellería, militó en el bando liberal o democrático a como lo señala el historiador Enrique Guzmán Bermúdez en escritos de "Diario Íntimo". En lo demás, fueron hermanos polos opuestos pues Toribio fue muy religioso y Máximo en su época era visto como el diablo mismo por los conservadores de Granada.
Otro hermano, Rafael Jerez Tellería, fue un orador sagrado y dignatario eclesiástico en la Catedral de León. Su hermana Victoria Jerez de Bermúdez fue abuela del sacerdote y poeta Azarías H. Pallais.

## Valoración artística
Para 1860, "personificaba la potencialidad creadora y la necesidad de individualizarse del incipiente arte pictórico nacional"
Usaba la técnica de óleo sobre tela, con hiel pura para dar el color natural de la carne, pegaba y fabricaba sus colores con tierra y vegetales.

### Costa Rica
Bernardo Augusto Thiel, presbítero lazarista, preconizado obispo de Costa Rica por el papa León XIII el 28 de febrero de 1880 y consagrado oficialmente el 5 de septiembre, encargó a Jerez los cuadros al óleo de la serie de obispos de la diócesis de Nicaragua y Costa Rica

### Honduras
Ejerció una notable influencia en la pintura hondureña de la segunda mitad siglo XIX, se especializó en el retrato llegando a convertirse en un profesional del mismo, virtud que lo convirtió en uno de los más grandes retratistas de Centroamérica.

## Fallecimiento
Murió a los 79 años en 1896 en su ciudad natal.

## Obras
Entre sus obras más importantes están "Los obispos de Nicaragua", conservados en la Sala Capitular de la Catedral de León. Esta colección mereció el elogio del norteamericano Ephraim George Squier quien constató la variedad de los modelos de sus fisonomías y complexiones. 
Otros retratos importantes atribuidos a Jerez son los de "Tomasa Sinforosa Noguera de Fernández", "J. de Castellón" y "Gertudis Corral", estos últimos de 1859 y pertenecientes a influyentes familias nicaragüenses.
- "Corazón de Jesús" y "Corazón de María", ambos de 1854 y expuestos en la Catedral de León.

- "Inmaculada Concepción" (1850). Aparece La Bendita Virgen María coronada de 12 estrellas que salen como ráfagas, el viento moviendo sus vestidos, el sol detrás de Ella simbolizando que está vestida de sol, la media luna, la serpiente y el mundo bajo sus pies. El fondo del paisaje lo conforma lo que aparenta ser un lago y dos volcanes o montañas en tonos muy oscuros típicos de Jerez que realzaba los detalles de la ropa con pan de oro.

- "San José". El padre nutricio coronado carga en brazos al Niño Jesús, ambos revestidos con telas hermosamente decoradas.

- "La sangre de Cristo". Expuesta en la iglesia El Calvario de Ojojona,[6] Honduras. Es una obra hermosa que bien podría figurar en una exposición de pinturas en Europa por el exquisito colorido y por su naturalidad[7]

- "La Dolorosa atravesada por el puñal de dolor".

- "Monseñor Agustín Moreira", óleo sobre canvas 32" x 45" cerca de 1878. Monseñor Moreira fue párroco de Xalteva y La Merced en Granada y un fuerte crítico del presidente José Santos Zelaya.

## Reconocimientos
- Premio Nacional de Pintura "Toribio Jerez" otorgado por el Banco Central de Nicaragua.